# Маланс (Граубюнден)
Маланс (нім. Malans GR) — громада  в Швейцарії в кантоні Граубюнден, регіон Ландкварт.

## Географія
Громада розташована на відстані близько 165 км на схід від Берна, 15 км на північ від Кура.
Маланс має площу 11,4 км², з яких на 7% дозволяється будівництво (житлове та будівництво доріг), 40,3% використовуються в сільськогосподарських цілях, 43,8% зайнято лісами, 8,9% не є продуктивними (річки, льодовики або гори).

## Демографія
2019 року в громаді мешкало 2419 осіб (+9,3% порівняно з 2010 роком), іноземців було 8,4%. Густота населення становила 212 осіб/км².
За віковим діапазоном населення розподілялося таким чином: 19,8% — особи молодші 20 років, 61,3% — особи у віці 20—64 років, 18,9% — особи у віці 65 років та старші. Було 1027 помешкань (у середньому 2,3 особи в помешканні).
Із загальної кількості 793 працюючих 148 було зайнятих в первинному секторі, 243 — в обробній промисловості, 402 — в галузі послуг.